# 胡拉镇
胡拉镇(英文：Houla 或 Kafr Laha, 阿拉伯语：كفرلاها, ) 是位于叙利亚霍姆斯省的一个城镇。它是胡拉平原（英文：Houla Plain, 阿拉伯语： سهل الحولة） 上最大的一个镇，大约有居民3.8万人。